# Arisaema du-bois-reymondiae
Arisaema du-bois-reymondiae là một loài thực vật có hoa trong họ Ráy (Araceae). Loài này được Engl. mô tả khoa học đầu tiên năm 1920.